# Begleiteter Umgang
Begleiteter Umgang ist ein Begriff aus dem deutschen Familienrecht und eine Leistung (Maßnahme) der kommunalen Kinder- u. Jugendhilfe. Dabei begleitet eine dritte Person den Umgang zwischen den Eltern bzw. einem Elternteil mit dem Kind oder den Kindern. Während des Umganges unterstützt sie die Kinder und Eltern in schwierigen Situationen und sorgt auch dafür, dass der Umgangsverlauf nicht zur Gefährdung des Kindeswohls führt. Die Umgangsbegleitung ist von der Umgangspflegschaft zu unterscheiden.

## Rechtliche Grundlage

### Grundrecht
Die Eltern und ihre Kinder haben ein Recht auf Umgang miteinander (Umgangsrecht). Dieses Grundrecht besteht auch bei getrennt voneinander lebenden Elternteilen (etwa aufgrund von getrennten Haushalten und Partnerschaften, Trennung, Scheidung), außerhäusliche Erziehung oder Fremdunterbringung nach Inobhutnahme zunächst uneingeschränkt. Der Umgang dient der Teilhabe des Kindes am sozialen Leben des nicht betreuenden Elternteils und an dessen Familie.
Der Umgang mit den Eltern oder Elternteilen ist ein Naturrecht und findet sich im Völkerrecht UN-KRK Artikel 7 Abs. 1 wieder. Der Umgang mit dem Kinde ist ein Naturrecht und findet sich in Art. 8 EMRK. Im nationalen Recht wird dies in Art. 6 Grundgesetz für die Bundesrepublik Deutschland abgebildet, im BGB für das Familiengericht und im Kinder- und Jugendhilfegesetz (SGB VIII) für die Jugendämter der kommunalen Jugendhilfe als Ausführungsgesetz wird dies verbindlich gemacht.

### Sozialrecht (SGB VIII)
Die Leistung des begleiteten Umgangs kann in Anspruch genommen werden, wenn der umgangsberechtigte Elternteil sich selbst nicht der Lage sieht, den Umgang alleine durchzuführen, der andere Elternteil / Personensorgeberechtigte ihn nicht dabei unterstützen kann oder der Personensorgeberechtigte / betreuende Elternteil dies wünscht und der umgangsberechtigte Elternteil diesem Wunsch entsprechen möchte. Der umgangsberechtigte Elternteil erhält dann z. B. Unterstützung beim Umgang mit Säuglingen und Kleinkindern, der Kontaktanbahnung und des Kennenlernens, dem Aufbau und Erhalten von Vertrauen um letztlich den Umgang in eigener Verantwortung zu gestalten.
Zur Sicherstellung des Rechtes des Kindes und der Eltern auf Umgang ist die kommunale Jugendhilfe verpflichtet, Leistungen anzubieten, die den Umgang fördern und unterstützen. Der unbedingte Anspruch ergibt sich aus § 2 Abs. 2 Nr. 2 SGB VIII in Verbindung mit § 6 SGB VIII, der auf Mütter und Väter abstellt, ohne ein Sorgerecht zur Bedingung zu machen. Die Leistung auf begleiteten Umgang aus § 18 Abs. 3 SGB VIII ist auf Antrag (Verwaltungsakt) zu gewähren, unabhängig ob ein Verfahren am Familiengericht anhängig ist und / oder es sich um eine gerichtliche Maßnahme handelt.
Die Leistung des begleiteten Umgangs muss erbracht werden, wenn die Durchführung Teil einer gerichtlichen Maßnahme ist, die den Eltern oder einem Elternteil auferlegt bzw. zur Bedingung gemacht wurde. Die Vorhaltung und Durchführung der Leistung ist unbedingter Bestandteil der Mitwirkung aus § 50 Abs. 1 SGB VIII, das Familiengericht zu unterstützen. Der Rechtsanspruch der Eltern / Elternteile bleibt davon unberührt.

### Familienrecht (FamFG)
Das Familiengericht wird angerufen, wenn sich der berechtigte Elternteil nicht mit dem betreuenden Elternteil oder die Eltern / ein Elternteil nicht mit dem Personensorgeberechtigten einig werden können, mit welcher Umgangsbegleitung der Umgang stattfinden soll, der / die Berechtigten keinen begleiteten Umgang wünschen oder wenn der Umgang durch den Personensorgeberechtigten / Elternteil bedingungslos abgelehnt wird. Auf Antrag (Anregung) der Eltern / des berechtigten Elternteils prüft dann das Gericht, ob der Eingriff in die Grundrechte des Kindes durch den Personensorgeberechtigten / des betreuenden Elternteils einer rechtlichen Prüfung standhält. Dabei vertreten die Eltern als Grundrechtsträger die Interessen und Grundrechte des Kindes in der jeweilig für sie zutreffenden Sichtweise. Das Verfahren wird als Kindschaftssache nach § 151  Nr. 2 FamFG geführt und ist damit dem Wesen nach dem Zivilrecht zuzuordnen. Das Jugendamt ist nach § 7 Abs. 6 FamFG und § 162 Abs. 1 FamFG anzuhören. Den Mitteilungsgehalt regelt § 50 Abs. 2 Satz 2 SGB VIII.
Die Befugnis für die gerichtliche Entscheidung, in die Grundrechte der Eltern und Kinder einzugreifen um den Umgang durch begleiteten Umgang zu ermöglichen oder auf einen begleiteten Umgang zu reduzieren, findet sich in § 1684 Abs. 4 Sätze 3 und 4 BGB: „Das Familiengericht kann insbesondere anordnen, dass der Umgang nur stattfinden darf, wenn ein mitwirkungsbereiter Dritter anwesend ist. Dritter kann auch ein Träger der Jugendhilfe oder ein Verein sein; dieser bestimmt dann jeweils, welche Einzelperson die Aufgabe wahrnimmt.“ und stellt an die Verfahrensführung, die Tatsachenermittlung und Beschlussbegründung höchste Ansprüche.
Mit der staatlichen Entscheidung auf begleiteten Umgang muss der Personensorgeberechtigte / der betreuende Elternteil die gerichtlich benannte Person als Begleitung dulden und auch den Umgang als solches. Wird der Umgang von gewöhnlichem Umgang auf begleiteten Umgang reduziert muss er es ebenfalls dulden. Für die Folgen des Umgangs bei dem betreuenden Elternteil, insbesondere nach Reduzierung des Umgangs gegen den Willen des Kindes, stehen diesem umfangreiche Unterstützungsangebote der kommunalen Jugendhilfe zur Verfügung, auf die er einen Rechtsanspruch hat.
Wird der gewöhnliche Umgang auf begleiteten Umgang gegen den Willen des berechtigten Elternteils und / oder des Kindes reduziert, stellt dies einen erheblichen staatlichen Eingriff in die Grund- und Menschenrechte des Kindes und des berechtigten Elternteils dar und bedarf deshalb des strengen Nachweises, dass der Umgang als Teilhabe am sozialen Leben des nicht betreuenden Elternteils und an dessen Familie das Recht des Kindes auf Erziehung zu einem selbständigen und gemeinschaftsfähigen jungen Erwachsenen einschränkt oder das Kind psychisch oder physisch schädigt (Kindeswohlgefährdung). Dies kommt in Betracht, wenn der berechtigte Elternteil tatsächlich relevant psychisch oder suchtkrank ist, der strafrechtlich verfolgte Anfangsverdacht der sexuellen / körperlichen Misshandlung besteht oder hinreichender Anfangsverdacht auf eine geplante Kindesentziehung besteht. Sofern andere Gründe angeführt werden, muss vornehmlich durch den Personensorgeberechtigten / den betreuenden Elternteil zweifelsfrei nachgewiesen werden, dass der Umgang kausal dafür verantwortlich ist, dass z. B. der Personensorgeberechtigte / der betreuende Elternteil an der Erziehung und Fürsorge trotz Inanspruchnahme von erzieherischer Hilfe gehindert wird oder die Entwicklung des Kindes beeinträchtigt wird. Diese Form des begleiteten Umgangs wird als „Kontakt“ bezeichnet und geht mit Gesprächs- und Verhaltensauflagen einher.
Das Gericht hat die Maßnahme örtlich festzulegen und zeitlich zu beschränken. Vor Ablauf hat das Gericht auf Antrag die Wirksamkeit der Maßnahme zu überprüfen, wenn danach wieder normaler Umgang gepflegt werden soll, dies aber vom Personensorgeberechtigten / betreuenden Elternteil nicht gewünscht wird. Es hat eine natürliche Person für die Umgangsbegleitung zu bestimmen, die aus der Familie oder des sozialen Umfeldes des Kindes, des betreuenden oder berechtigten Elternteil kommen kann. Scheidet dies aus, kann auf die Leistung des Jugendamtes (kommunale Jugendhilfe) zurückgegriffen werden.

### Datenschutzrecht
Der begleitete Umgang ist eine Leistung der kommunalen Jugendhilfe in Form der Familien- und Erziehungsberatung und bleibt dies auch, wenn eine gerichtliche Maßnahme umgesetzt wird. Die Beobachtungen und das gesprochene Wort stammen aus dem besonders geschützten Intimbereich der Familie und gilt per se als Geheimnis. In Sinne der DS-GVO gehören sie zu den Daten der besonderen Kategorie. Sie unterliegen ganz besonders dem Sozialdatenschutz des SGB VIII und SGB X. Die Begründung liegt in der Notwendigkeit des Vertrauens in den Umgangsbegleiter, da er sich im Intimbereich der Familie bewegt und eben auch Schwächen durch Unterstützung beseitigen soll. Das Erheben von Daten (Beobachtungen, gesprochene Wort) ist nur zu eigenen Zwecken, z. B. Notizen zu besonderen Vorlieben oder Recherche von Unterstützungsmöglichkeiten zur Produktverbesserung zulässig. Das Gesetz formuliert keine Aufgabe der Datenerhebung abseits dieses Zweckes, daher wurde keine Befugnis geschaffen. Gleiches gilt für die Weitergabe der Daten an Dritte, hier kommt die Beachtung des § 203StGB hinzu.
Eine Schweigepflichtentbindung kommt nur in engen Grenzen in Betracht und kann dann nur die eigene Person betreffen, niemals jedoch die Kinder, deren Grundrecht auf informationelle Selbstbestimmung durch Dritte nicht disponierbar ist. Denkbar ist die Schweigepflichtentbindung für eine Zeugenaussage über eine Tatsache, die die eigene Person betrifft. Eine pauschale oder unkonkrete Schweigepflichtentbindung ist ebenfalls unzulässig, weil sie den Notlagenschutz unterläuft und nicht zu erwarten ist, dass die betroffenen Eltern alle möglichen Folgen absehen können. Im Zweifel wird eine Verpflichtungserklärung zur Verschwiegenheit vorgelegt.
Hat der Umgangsbegleiter den Verdacht, dass der Umgangsverlauf eine Kindeswohlgefährdung darstellt oder dass der Personensorgeberechtigte / betreuende Elternteil selbst oder dessen Umfeld eine Kindeswohlgefährdung scheint, hat er dies mit der zuständigen „Kinderschutzfachkraft“ zu erörtern, die weiteren Schritte wie Gespräche, Aufklärung zu besprechen, durchzuführen und ggf. die schriftliche Meldung zu erledigen.
In den Fällen, in denen der das Kind betreuende Elternteil den alleinigen Umgang des Umgangsberechtigten mit dem Kind verweigert, kommt es zu einer Entfremdung. Hier bietet es sich für die betroffenen Elternteile an, Hilfen in Form besonders geschulter Fachkräfte in Absprache mit dem Jugendamt in Anspruch zu nehmen (gemäß § 18 Abs. 3 SGB VIII).

## Ablauf
Jeder Elternteil oder das Kind kann Kontakt mit dem Jugendamt aufnehmen und um Unterstützung durch begleiteten Umgang ansuchen. Je nach Kommunikationsfähigkeit der Personensorgeberechtigten / Elternteile wird in gemeinsamen Gesprächen der Bedarf und Besonderheiten des Einzelfalles ermittelt, die Kostenübernahme geklärt und Umgangstermine vereinbart. Im Idealfall stellt sich auch die Person vor, die den Umgang begleitet und lernt das Kind kennen. Die Eltern einigen sich über Ort und Dauer des Umgangs oder einigen sich mit dem Personensorgeberechtigten unter Vermittlung des Jugendamtes.
Bei fehlender Kommunikationsfähigkeit versucht das Jugendamt den Wünschen und Bedenken der Elternteile / Personensorgeberechtigten Rechnung zu tragen, schlägt die Person der Umgangsbegleiters, den Ort und die Dauer vor und bemüht sich um Einigung.
Wird der gewöhnliche Umgang auf einen begleiteten Umgang reduziert oder wünscht der Personensorgeberichtigte / der betreuende Elternteil keinerlei Kontakt des Kindes mit dem berechtigten Elternteil, reduziert sich die Kommunikation mit Jugendamt auf die Mitteilung von Ort, Zeit und Kontaktdaten der begleitenden Person, weil die Leistung nicht als Hilfe und Unterstützung wahrgenommen wird.
Der Umgang selbst kann in der Wohnung des Umgangsberechtigten, in den Räumlichkeiten einer unterstützenden Organisation oder auch auf einem Spielplatz oder an anderen Orten stattfinden. Ziel ist dabei ein möglichst normaler Umgang mit dem Kind. Der Begleiter kann helfen und überwachen, soll sich aber möglichst zurückhalten, weil der Umgang des Umgangsberechtigten mit dem Kind im Vordergrund steht.
Die Begleitung wird von den Jugendämtern auch selbst vorgenommen. Sie wird aber auch von Institutionen wie dem deutschen Kinderschutzbund oder anderen anerkannten Trägern der Kinder- und Jugendhilfe angeboten bzw. durch Kooperationen mit den Jugendämtern organisiert. Nicht bei Jugendämtern oder Vereinen / Organisationen angesiedelte Umgangsbegleiter sind selten.
Im Rahmen eines Forschungsprojektes des Bundesfamilienministeriums wurden von einer Fachkommission „Deutsche Standards zum Begleiteten Umgang“ entwickelt und im Sommer 2007 als Empfehlungen für die Praxis verabschiedet.